# Art Harris
Arthur Carlos Harris jr., detto Art (Los Angeles, 13 gennaio 1947 – San Francisco, 13 ottobre 2007), è stato un cestista statunitense, professionista nella NBA.

## Carriera
Venne selezionato dai Seattle SuperSonics al secondo giro del Draft NBA 1968 (16ª scelta assoluta).

## Statistiche

### NBA

#### Regular Season
| Anno      | Squadra          | PG  | PT | MP   | TC%  | 3P% | TL%  | RP  | AP  | PRP | SP | PP   |
| --------- | ---------------- | --- | -- | ---- | ---- | --- | ---- | --- | --- | --- | -- | ---- |
| 1968-1969 | Seattle S.Sonics | 80  | -  | 32,0 | 39,5 | -   | 64,1 | 3,8 | 3,2 | -   | -  | 12,4 |
| 1969-1970 | Seattle S.Sonics | 5   | -  | 35,6 | 38,4 | -   | 44,4 | 3,8 | 4,0 | -   | -  | 12,0 |
| 1969-1970 | Phoenix Suns     | 76  | -  | 18,1 | 39,5 | -   | 65,6 | 1,9 | 2,8 | -   | -  | 7,8  |
| 1970-1971 | Phoenix Suns     | 56  | -  | 17,0 | 41,1 | -   | 61,1 | 1,8 | 2,4 | -   | -  | 8,3  |
| 1971-1972 | Phoenix Suns     | 21  | -  | 6,9  | 32,9 | -   | 42,9 | 0,6 | 0,9 | -   | -  | 2,6  |
| Carriera  | Carriera         | 238 | -  | 21,9 | 39,6 | -   | 62,6 | 2,4 | 2,7 | -   | -  | 9,1  |

#### Playoffs
| Anno     | Squadra      | PG | PT | MP   | TC%  | 3P% | TL% | RP  | AP  | PRP | SP | PP  |
| -------- | ------------ | -- | -- | ---- | ---- | --- | --- | --- | --- | --- | -- | --- |
| 1970     | Phoenix Suns | 7  | -  | 12,7 | 35,7 | -   | 0,0 | 1,9 | 1,7 | -   | -  | 4,3 |
| Carriera | Carriera     | 7  | -  | 12,7 | 35,7 | -   | 0,0 | 1,9 | 1,7 | -   | -  | 4,3 |

## Palmarès
- NBA All-Rookie First Team (1969)